# Bussy-la-Pesle (Nièvre)
Bussy-la-Pesle è un comune francese di 44 abitanti situato nel dipartimento della Nièvre nella regione della Borgogna-Franca Contea.

## Società

### Evoluzione demografica
Abitanti censiti